# Cantó de Rocroi
El cantó de Rocroi és un cantó francès del departament de les Ardenes, situat al districte de Charleville-Mézières. Té 14 municipis i el cap és Rocroi.

## Municipis
- Blombay
- Bourg-Fidèle
- Le Châtelet-sur-Sormonne
- Chilly
- Étalle
- Gué-d'Hossus
- Laval-Morency
- Maubert-Fontaine
- Regniowez
- Rimogne
- Rocroi
- Sévigny-la-Forêt
- Taillette
- Tremblois-lès-Rocroi

## Història
| Data d'elecció                           | Identitat       | Partit                                  | Qualitat |
| ---------------------------------------- | --------------- | --------------------------------------- | -------- |
| 1945-1970                                | Andrée Viénot   | SFIO, després PS                        |          |
| 1970-1982                                | René Petit      | PSU, després PS                         |          |
| 1982-                                    | Michel Sobanska | Divers droite, després RPR, després UMP |          |
| les dades anteriors no són pas conegudes |                 |                                         |          |
|                                          |                 |                                         |          |

## Demografia
| A partir de 1990: Població sense dobles comptes |